# 布利斯鎮區 (密歇根州)
布利斯鎮區（英語：Bliss Township）是位於美國密歇根州埃米特縣的一個行政鎮區。

## 地方資料
布利斯鎮區的面積為119.20平方千米，當中陸地面積為113.10平方千米，而水域面積為6.10平方千米。根據2020年美國人口普查的數據，當地共有人口568人，而人口密度為每平方千米4.77人。